# Scheat
Scheat (β Peg / β Pegasi / Beta Pegasi) è la seconda stella più brillante della costellazione di Pegaso, dopo Enif. Il suo nome proprio deriva dall'arabo e significa stinco. Probabilmente esso non ha nulla a che fare con la costellazione di Pegaso e si riferisce a qualche altra figura mitologica, di cui non abbiamo più memoria. È chiamata a volte anche Sheat Alpheras o Seat Alpheras (Alpheras deriva dall'arabo Al Faras significante Il Cavallo) e Menkib da Mankib al Faras, che significa la spalla del Cavallo. Questi due nomi propri fanno riferimento alla figura mitologica del cavallo alato Pegaso.

## Osservazione
Brillando alla magnitudine apparente di +2,42, Scheat è poco meno luminosa di Enif, che invece splende alla magnitudine di +2,38. Assieme a Markab, Algenib e Alpheratz fa parte dell'asterismo noto come Quadrato di Pegaso, uno dei più facilmente riconoscibili dell'emisfero boreale, essendo formato da quattro stelle di seconda magnitudine e non avendo al suo interno stelle luminose. Scheat occupa l'angolo nord-ovest del Quadrato essendo a nord di Markab e a ovest di Alpheratz.
Posta 28° sopra l'equatore celeste, Scheat è una stella dell'emisfero boreale. Nonostante ciò, ha buone possibilità di essere osservata anche nell'emisfero australe, essendo invisibile solo in Antartide. Tuttavia essa apparirà molto bassa all'orizzonte nord nelle regioni meridionali del Sud America, in Sudafrica e in Nuova Zelanda. D'altra parte essa sarà circumpolare oltre il 68º parallelo nord, cioè oltre il Circolo polare artico.

## Caratteristiche
Scheat è una stella di classe spettrale M2,5, cioè è decisamente meno calda del Sole. La sua temperatura superficiale è infatti 3.700 K, contro i circa 5.800 K del Sole. Tale temperatura conferisce a Scheat un colore rosso. La sua temperatura non impedisce a questa stella di essere intrinsecamente molto luminosa: infatti, essendo posta a circa 200 anni luce, possiamo calcolare, data la sua luminosità apparente, una luminosità nel visibile 340 volte superiore a quella del Sole. Tuttavia stelle poco calde, come Scheat, emettono molta radiazione nell'infrarosso. Una volta che anche questa sia presa in considerazione, la luminosità di Scheat sale a 1.500 volte quella del Sole.
Poiché secondo la legge di Stefan-Boltzmann, la radiazione emessa da un corpo è, con qualche approssimazione, proporzionale alla quarta potenza della sua temperatura, una luminosità intrinseca così elevata da parte di una stella non particolarmente calda si spiega solo mediante una grande superficie radiante. Ciò significa che il raggio di Scheat deve essere molto grande. In effetti questo astro è abbastanza vicino e abbastanza grande da permettere misure dirette del suo diametro, che è risultato essere 15 mas. A una distanza di 200 anni luce, questo angolo risulta corrispondere a un diametro di 133 milioni di km, cioè 95 volte quello solare. Se Scheat fosse posta al centro del Sistema solare, Venere si troverebbe solo una trentina di milioni di km dalla sua superficie contro i circa 100 milioni di km che distanziano Venere dalla superficie del Sole. Mercurio sarebbe invece inglobato nella stella.
Come le sue dimensioni testimoniano, Scheat è una stella gigante. In particolare, vista la sua grande luminosità, essa si trova a metà strada fra le stelle giganti e le giganti brillanti, cioè fra le classi MMK II e III.
In rapporto al Sole, Scheat perde massa tramite il suo vento stellare a ritmi elevatissimi: essa perde infatti ogni anno circa 10 miliardesimi di massa solare, ossia più o meno 1 milione di volte la massa che il Sole perde tramite il vento solare. Tuttavia, solitamente le stelle giganti perdono massa tramite il loro vento stellare a ritmi ancora più elevati di quanto non faccia Scheat: ad esempio Betelgeuse perde ogni anno una massa 10-100 volte maggiore di quella di Scheat. Il vento stellare espulso da Scheat è abbastanza lento (5 km/s) e ha formato intorno alla stella una shell di gas e polveri che si estende per almeno 2 miliardi di km oltre la superficie della stella. In raffronto con il vento stellare emesso da altre stelle giganti, quello di Scheat è considerevolmente più ricco di ferro e calcio.
Nata 100-200 milioni di anni fa come una stella di classe spettrale B, avente una massa di circa 6 M☉, Scheat ha raggiunto un avanzato stadio della sua evoluzione: ha già esaurito l'idrogeno presente nel suo nucleo, uscendo in tal modo dalla sequenza principale. Il suo destino futuro è quello di aumentare progressivamente la sua instabilità, cosa che alla fine le farà perdere i suoi strati superficiali, che lasceranno scoperto il nucleo inerte di carbonio e ossigeno. In tal modo essa diventerà una nana bianca.

## Variabilità
Scheat è una stella variabile irregolare lenta. Queste variabili manifestano una periodicità inesistente o fortemente irregolare. Si tratta solitamente di giganti o supergiganti di classe spettrale K o M. In particolare Scheat fa parte della sottoclasse LB di questo tipo di variabili: le stelle di questa sottoclasse sono di solito delle stelle giganti, mentre la sottoclasse LC è riservata alle supergiganti. Un altro esempio di stella variabile irregolare lenta di classe LB è Aldebaran.
Scheat varia la sua luminosità fra la magnitudine +2,31 e quella +2,74 in modo irregolare e non prevedibile. Le variazioni sono dovute a pulsazioni della stella, che si espande e contrae.